# Lijst van Surinaamse ministers van Justitie en Politie

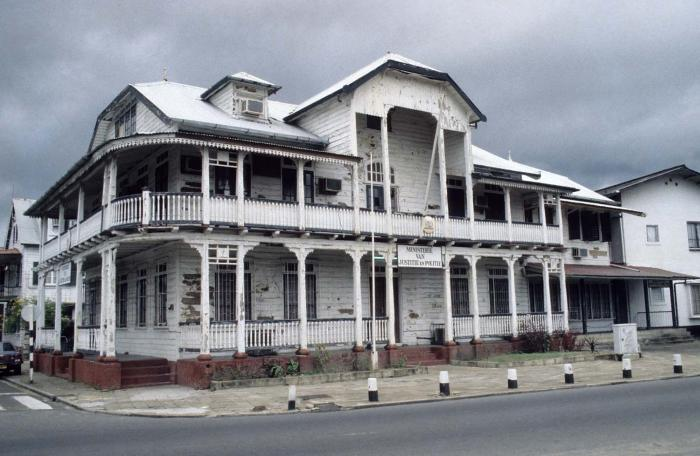
Ministerie van Justitie en Politie

Lijst van Ministers van Justitie en Politie (soms gesplitst) van Suriname vanaf 1948. Tot midden jaren 50 werd de term landsminister gebruikt.
Vanaf 1948 was de functie van landsminister in gebruik; na 1955 minister.
| (Lands)minister van ...     | Minister                                | Periode      | Kabinet             |
| --------------------------- | --------------------------------------- | ------------ | ------------------- |
| Justitie en Politie         | Julius Caesar de Miranda                | 1948 - 1949  | May (CAB)           |
| Justitie                    | Julius Caesar de Miranda                | 1949 - 1951  | De Miranda          |
| Justitie en Politie         | Adriaan C.J.M. Alberga                  | 1951 - 1952  | Drielsma / Buiskool |
| Justitie en Politie         | Emile M.L. Ensberg                      | 1952 - 1955  | Alberga / Currie    |
| Justitie en Politie         | M. Ashruf Karamat Ali                   | 1955 - 1956  | Ferrier             |
| Justitie en Politie         | Willem G.H.C.J. Smit*                   | 1956 - 1957  | Ferrier             |
| Justitie en Politie         | R.W.A. Thurkow                          | 1957         | Ferrier             |
| Justitie en Politie         | A.I. Faverey*                           | 1957 - 1958  | Ferrier             |
| Justitie en Politie         | Hemradj Shriemisier                     | 1958 - 1962  | Emanuels            |
| Justitie en Politie         | Freek Emanuels*                         | 1962 - 1963  | Emanuels            |
| Justitie en Politie         | Sewraam Rambaran Mishre                 | 1963 - 1964  | Pengel I            |
| Justitie en Politie         | Jnan H. Adhin                           | 1964 - 1967  | Pengel I            |
| Justitie en Politie         | Fred Manichand                          | 1967 - 1968  | Pengel II           |
| Justitie en Politie         | Jagdieschandre Jadnanansing             | 1968 - 1969  | Pengel II           |
| Justitie en Politie         | Ramsewak Shankar                        | 1969         | May                 |
| Justitie en Politie         | Jnan H. Adhin                           | 1969 - 1973  | Sedney              |
| Justitie en Politie         | Eddy A. Hoost                           | 1973 - 1977  | Arron I             |
| Justitie                    | Soerdj Badrising                        | 1977 - 1980  | Arron II            |
| Justitie / Leger en Politie | René Reeder / Michel van Rey            | 1980         | Chin A Sen I        |
| Justitie / Leger en Politie | André R. Haakmat                        | 1980 - 1981  | Chin A Sen I        |
| Justitie / Leger en Politie | Harvey H. Naarendorp                    | 1981         | Chin A Sen II       |
| Justitie / Leger en Politie | Harvey H. Naarendorp / Laurens E. Neede | 1981 - 1982  | Chin A Sen II       |
| Justitie / Leger en Politie | Frank J. Leeflang / Iwan F. Graanoogst  | 1982         | Neijhorst           |
| Justitie / Leger en Politie | Frank J. Leeflang / Wilfred Maynard     | 1983 - 1984  | Alibux              |
| Justitie / Leger en Politie | Frank J. Leeflang / Wilfred Maynard     | 1984 - 1985  | Udenhout I          |
| Justitie / Leger en Politie | Subhas Punwasi / Wilfred Maynard        | 1985 - 1986  | Udenhout II         |
| Justitie / Leger en Politie | Jules A. Wijdenbosch / Wilfred Maynard  | 1986 - 1987  | Radhakishun         |
| Justitie / Leger en Politie | Siegfried A. Gilds / Wilfred Maynard    | 1987 - 1988  | Wijdenbosch I       |
| Justitie en Politie         | Jules R. Ajodhia                        | 1988 - 1990  | Shankar             |
| Justitie                    | Paul R. Sjak Shie                       | 1991         | Kraag               |
| Justitie en Politie         | Soeshiel K. Girjasing                   | 1991 - 1996  | Venetiaan I         |
| Justitie en Politie         | Paul R. Sjak Shie                       | 1996 - 1999  | Wijdenbosch II      |
| Justitie en Politie         | Yvonne R.A. Raveles-Resida              | 1999 - 2000  | Wijdenbosch II      |
| Justitie en Politie         | Siegfried A. Gilds                      | 2000 - 2005  | Venetiaan II        |
| Justitie en Politie         | Chan Santokhi                           | 2005 - 2010  | Venetiaan II        |
| Justitie en Politie         | Lamuré C.A. Latour*                     | 2010         | Bouterse I          |
| Justitie en Politie         | Martin Misiedjan                        | 2010 - 2012  | Bouterse I          |
| Justitie en Politie         | Edward Belfort                          | 2012 - 2015  | Bouterse I          |
| Justitie en Politie         | Jennifer van Dijk-Silos                 | 2015 - 2017  | Bouterse II         |
| Justitie en Politie         | Ferdinand Welzijn*                      | 2017         | Bouterse II         |
| Justitie en Politie         | Eugène van der San                      | 2017         | Bouterse II         |
| Justitie en Politie         | Ferdinand Welzijn*                      | 2017 - 2018  | Bouterse II         |
| Justitie en Politie         | Stuart Getrouw                          | 2018 - 2020  | Bouterse II         |
| Justitie en Politie         | Kenneth Amoksi                          | 2020 - 2025  | Santokhi            |
| Justitie en Politie         | Harish Monorath                         | 2025 - heden | Simons              |

* = waarnemend minister
Arbeid · Binnenlandse Zaken · Buitenlandse Zaken · Defensie · Economische Zaken · Financiën · Justitie en Politie · Landbouw, Veeteelt en Visserij · Natuurlijke Hulpbronnen · Onderwijs en Volksontwikkeling · Openbare Werken · Planning en Ontwikkelingssamenwerking · Regionale Ontwikkeling · Ruimtelijke Ordening, Grond- en Bosbeheer · Sociale Zaken en Volkshuisvesting · Sport- en Jeugdzaken · Transport, Communicatie en Toerisme · Volksgezondheid
premier · president · vicepresident
gouverneurs (1650-1954) · gouverneurs (1954-1975) · gevolmachtigd ministers van Suriname